# Caserío Erkiagabekoa
El caserío Erkiagabekoa situado en Ispáster (Provincia de Vizcaya, España) es un sobrio caserío originario del primer cuarto del siglo XVI época de la que mantiene la estructura de madera y un robusto muro de cerramiento de aparejo gótico, al que en el siglo XVIII se le añadió un cuerpo de edificación lateral.
Está emplazado sobre una plataforma entre las cotas 170 y 180, en las coordenadas 536.393,00-4.800.619,00.

## Descripción
En origen, el caserío del siglo XVI era de planta rectangular de 16,00 m de ancho y 18 m de fondo. A ese cuerpo original, durante el siglo XVIII, se le añadió adosado a la fachada Este y bajo la prolongación del faldón de la cubierta, una crujía de 8,00 m de ancho y 18,00 m de largo, que se corresponde con una segunda vivienda. El volumen resultante es de 24,00 m de ancho y 18,00 m de fondo. Los muros que se corresponden con el cuerpo de edificación más antigua están resueltos en sillarejo irregular, y los correspondientes al anejo son de mampostería vista.
La fachada Oeste es la más cercana a la carretera comarcal BI-2238. Está emplazada en un corte del terreno. Dispone, en planta baja, de tres ventanas y, en planta primera de un portón con acceso en rampa desde el terreno circundante.
La fachada de orientación Sur es el frente principal del edificio, en el cual, en el cuerpo correspondiente al edificio del XVI, se aloja un arco ojival apuntado en emplazamiento ligeramente desplazado a la derecha del eje de la cumbrera. A ambos lados del arco apuntado este frente Sur presenta, en planta baja, sendos vanos de ventana adintelados y enmarcados con raseo de mortero pintado de blanco.
En planta primera, sobre el arco y centrado en el eje de la fachada, dispone de un balcón con barandilla resuelta con pasamanos, zócalo y montantes de madera, con solado sustentado sobre viguetas talladas de madera. A lo largo del balcón se abren tres huecos: una puertaventana central de acceso al mismo y dos ventanas más, una a cada lado. A esa altura, la fachada muestra una ventana más a la derecha del citado balcón y otra pequeña ventana a la izquierda de la misma, esta última de época gótica y factura ojival.
A la altura de la planta bajo-cubierta, bajo un amplio alero sostenido por cinco jabalcones, se manifiestan dos huecos de ventilación: una saetera sobre la ventana ojival de planta primera y otro hueco más, cuadrangular y centrado.
Por su parte, en esa fachada Sur, el cuerpo adosado del XVIII presenta, en planta baja, una única puerta de acceso y un cuerpo de edificación saliente sobre la fachada, de 4,80 metros de ancho y 1,80 m de fondo, con una única planta y con cubrición a un agua hacia el Sur. En planta primera, bajo el alero, el anejo presenta un balcón de madera corrido sobre la puerta de acceso y sobre el mencionado cuerpo de edificación saliente hasta estrellarse contra el muro lateral Este del caserío.
La fachada de orientación Este es la correspondiente al cuerpo de edificación del XVIII. En ella son visibles tres puertas de acceso y dos vanos de ventana.
En la fachada Norte, o trasera, el edificio únicamente presenta, en el cuerpo de edificación más antiguo, una puerta de acceso y una ventana; y en el cuerpo anejo, una ventana y una saetera. Todos ellos en planta baja.
La estructura interior del edificio se resuelve con dos alineaciones de postes enterizos exentos y una alineación más embebida en el muro de separación con el anejo. Los postes están levantados sobre plintos de piedra y se ensamblan con vigas incluyendo tornapuntas de refuerzo. Junto con las viguetas, las correas y los cabrios constituyen la armadura del caserío, sobre la cual está colocado el enlatado de madera que sirve de apoyo a la cubrición de teja árabe de la cubierta.